# Edmond Baudoin
Edmond Baudoin   (Niça, 23 d'abril de 1942), és un autor de còmics i il·lustrador francès. Va començar a editar l'any 1981, i ha rebut tres premis al festival d'Angoulême, el de millor àlbum el 1991 per Couma acò.
L'estil dels seus dibuixos es caracteritza pel blanc i negre i uns traços simples, ràpids i molt expressius, propers a la pintura. La seva especialitat són els retrats dels personatges.

## Biografia
Edmond Baudoin va néixer el 1942 a Niça. Aficionat al dibuix des de petit, com explica al còmic autobiogràfic Piero, a l'adolescència va estudiar a l'escola Arts Decoratives i  va treballar molts anys de comptable fins que el 1971 va decidir dedicar-se a la il·lustració, que es va convertir en el seu mode de vida. Als 34 anys va editar el seu primer còmic, Civilisation. Ha col·laborat en revistes de còmics com Pilote, À suivre i L'Écho des savanes. De 1999 a 2003, va fer de professor d'art a la universitat d'Outaouais, a Québec.
Tras estudiar en la escuela de Artes Decorativas en la adolescencia, ejerce como contable antes de volver al dibujo en 1971 para convertir la historieta en su modo de vida.

## Obra en còmic
Per ordre de publicació a França. En negreta, les traduccions al castellà:
- Civilisation, Glénat (Science-Fiction), 1981.
- Les Sentiers cimentés, Futuropolis (Maracas), 1981. Inclòs a Les Sentiers Cimentés, L'Association, 2006.
- Passe le temps, Futuropolis (9), 1982. Inclòs a Les Sentiers Cimentés, L'Association, 2006.
- La peau du lézard, Futuropolis (Hic et Nunc), 1983. Inclòs a Les Sentiers Cimentés, L'Association, 2006.
- Un Flip Coca !, Futuropolis (Hic et Nunc), 1984. Inclòs a Les Sentiers Cimentés, L'Association, 2006.
- La Danse devant le Buffet [dibuix], amb Frank [guió], Futuropolis (Hic et Nunc), 1985.
- Avis de Recherche [dibuix], amb Frank [guió], Futuropolis (X), 1985.
- Un rubis sur les Lèvres, Futuropolis (Hic et Nunc), 1986. Inclòs a Les Sentiers Cimentés, L'Association, 2006.
- Le Premier Voyage, Futuropolis (Hic et Nunc), 1987.
- Théâtre d'ombres [dibuix], amb Franck [guió], Les Humanoïdes Associés (Pied jaloux), 1987.
- La Croisée [dibuix], amb Franck [guió], Les Humanoïdes Associés (Pied jaloux), 1988.
- Baudoin, Futuropolis (30x40), 1990. Reeditat el 1997 per L'Association amb el títol Le Portrait.
- Couma acò, Futuropolis (9), 1991. Reeditat el 2005 per L'Association.
- Carla [dibuix], amb Jacques Lob [guió], Futuropolis (9), 1993.
- Abbé Pierre, le défi, Tom Pousse, 1994.
- La Mort du peintre, Z'éditions, 1995. Reeditat per 6 pieds sous terre en 2005.
- Éloge de la poussière, L'Association (Eperluette, 1995.
- Made in U.S., L'Association (Patte de Mouche), 1995.
- Rachid, Seuil, 1995.
- Terrains vagues, L'Association (Éperluette), 1996.
- Mat, Seuil, 1996.
- El viaje, Astiberri, 2004. ISBN 8495825848
- Derrière les fagots, Z'éditions, 1996, en col·laboració amb Vincent Caille (reeditat per L'Association al recull Les Sentiers Cimentés, 2006.
- Lalin [dibuix], amb Joan-Luc Sauvaigo [guió], Z'éditions, 1997.
- Nam, L'Association (Patte de Mouche, 1998.
- Véro, Éditions Autrement (Histoires Graphiques), 1998. Reeditat per Mécanique générale en 2006.
- Piero, Astiberri, 2007. ISBN 9788496815230
- Le Chemin aux oiseaux [dibuix], amb Nadine Brun-Cosme [guió], Seuil, 1999.
- Ensalada de Niza, Astiberri, 1910. ISBN 9788492769551
- Chroniques de l'éphémère, 6 pieds sous terre, 1999.
- Los cuatro ríos, Astiberri, 2009, guió de Fred Vargas. ISBN 9788496815834
- Le Chemin de Saint-Jean, L'Association (Éperluette), 2002.
- Questions de dessin, Éditions de l'An 2, 2002.
- Les Yeux dans le mur, en col·laboració amb Céline Wagner, Dupuis (Aire Libre), 2003.
- Araucaria. Carnets du Chili, L'Association (Mimolette), 2004.
- Le Chant des baleines, Dupuis (Aire Libre), 2005.
- Crazyman, L'Association (Ciboulette), 2005.
- La Musique du dessin, Éditions de l'An 2, 2005.
- Les Sentiers Cimentés, L'Association (Éperluette), 2006, Recupera els cinc primers àlbums individuals publicats per Futuropolis.
- L'Espignole, L'Association (Patte de mouche), 2006.
- Patchwork, Éditions Le 9e Monde, 2006. Recull de diverses històries de 1990 a 2000.
- La Patience du grand singe, en col·laboració amb Céline Wagner, Tartamudo, 2006.
- Les Essuie-glaces, Dupuis (Aire Libre), 2006.
- Le Petit Train de la côte bleue, 6 pieds sous terre, 2007.
- Roberto, 6 pieds sous terre, 2007.
- Travesti, adaptant la novel·la de Mircea Cartarescu, L'Association (Ciboulette), 2007.
- Arlerí, Astiberri, 2009. ISBN 9788492769155
- Amatlan, l'Association, 2009.
- Le Regard des autres [guió], amb Martin Balcer [dibuix i guió], Axar, 2009.
- Peau d'âne, adaptació del conte de Charles Perrault, Gallimard (Fétiche), 2010.
- El vendedor de estropajos,[3] Astiberri, 2011, adaptació del conte de Fred Vargas. ISBN 9788415163039
- Le Parfum des olives, d'Hugues Baudoin, 6 Pieds sous terre (Monotrème), 2010.
- Tu ne mourras pas [guió de Bénédicte Heim], Altercomics, 2011.
- Viva la vida. Los sueños de Ciudad Juarez,[3] Astiberri, 2011, amb Troub's. ISBN 9788415163145
- Dalí, Astiberri, 2012. ISBN 9788415163947
- El sabor de la tierra, Astiberri, 2013. ISBN 9788415685326
- Los hijos de Sitting Bull, Astiberri, 2014. ISBN 9788415685661
- Vent, en col·laboració amb Giuseppe Peruzzo i Mirka Ruggeri, Q Press (Hic Sunt Leones), 2014.
- Le Vertige, en col·laboració amb Frédéric Debomy, Cambourakis, 2014.
- Soñadores. Cuatro genios que cambiaron la Historia, Astiberri, 2016, text de Cédric Villani. Astiberri, 2016. ISBN 9788416251582
- J'ai été sniper, L'Association, coll. « Patte de mouche », 2016
- Travesti. Impedimenta, 2021. ISBN 9788417553289

Fonts: